# Římskokatolická farnost Radešínská Svratka
Římskokatolická farnost Radešínská Svratka je územní společenství římských katolíků s farním kostelem svatého Václava v děkanství žďárském.

## Historie farnosti
První informace o obci pocházejí z konce 13. století. Bohatou historii má místní kostel svatého Václava, jehož založení se předpokládá brzy po vzniku svatováclavské tradice na začátku druhého tisíciletí. První písemná zpráva o něm však pochází až z roku 1366. Roku 1805 byl původně gotický kostelík zbořen a nahradil jej nový, tentokrát v empírovém stylu. 

## Duchovní správci
Farnost od roku 2009 spravují pallotini. Farářem zde byl do června 2014 P. ThLic. Józef Wojciech Gruba SAC.. Od 1. července 2014 byl ustanoven farářem P. ThLic. Artur Daniel Cierlicki, SAC, dosavadní farní vikář, který byl zároveň exorcistou v brněnské diecézi. Toho od 1. července 2015 vystřídal jako farář další polský pallotin P. ThLic. Mariusz Leszko, SAC.

## Bohoslužby
| Kostel          | Místo                             | Bohoslužba (den)                         | Hodina                                                              | Poznámka     |
| --------------- | --------------------------------- | ---------------------------------------- | ------------------------------------------------------------------- | ------------ |
| svatého Václava | Radešínská Svratka                | neděle úterý středa čtvrtek pátek sobota | 8.30 18.00 8.00                                                     | farní kostel |
| svaté Anny      | Nová Ves u Nového Města na Moravě | neděle úterý sobota                      | 18.30 (1x za 14 dní) 17.00 (zima)/19.00 (léto) 18.30 (1x za 14 dní) | kaple        |
| svaté Rodiny    | Řečice                            | čtvrtek sobota                           | 17.00 (zima)/19.00 (léto) 18.30 (1x za 14 dní)                      | kaple        |

## Kněží z farnosti
Rodákem z Radešínské Svratky byl P. Alois Pekárek.

## Aktivity ve farnosti
Dnem vzájemných modliteb farností za bohoslovce a bohoslovců za farnosti brněnské diecéze je 5. březen. Adorační den připadá na 23. května.
Každoročně se zde koná tříkrálová sbírka, v roce 2015 se při ní v Radešínské Svratce vybralo 15 001 korun, v Řečici 21 409 korun a v Nové Vsi 35 642 korun. V roce 2016 se při sbírce vybralo v Radešínské Svratce 20 661 korun. 
Pravidelně při bohoslužbách vystupuje farní sbor a schola.
V roce 2017 uspořádala farnost postní duchovní obnovu rozloženou do všech postních pátků.